# トクモンキー
トクモンキー (Macaca sinica) は、哺乳綱霊長目オナガザル科マカク属に分類される霊長類。

## 分布
スリランカ
種小名sinicaは「中国の」の意だが、古い時代のため「東洋の」の意とされる。

## 形態
頭頂部の体毛が放射状に伸長する。名前はこの体毛をトク（トーク帽）になぞらえたことに由来する。眼の周囲や唇・耳の皮膚は黒い。

## 人間との関係
農地開発や牧草地・プランテーションへの転換・内戦などが原因の生息地の破壊、害獣としての駆除などにより、生息数が減少している。1977年に霊長目単位で、ワシントン条約附属書IIに掲載されている。
日本では2021年の時点でマカカ属（マカク属）単位で特定動物に指定されており、2019年6月には愛玩目的での飼育が禁止された（2020年6月に施行）。

## その他
天敵として　ヒョウ、スナドリネコ、イヌ、インドニシキヘビがいる。